# David Latasa
David Latasa Lasa (Pamplona, 14 februari 1974) is een voormalig Spaans wielrenner. Hij werd in 1998 professioneel wielrenner bij Banesto en behaalde zijn grootste overwinning het jaar daarna, toen hij een etappe won in de Ronde van de Toekomst.
Latasa stopte met wielrennen, nadat ontdekt werd dat hij klant was van dokter Eufemiano Fuentes.

## Belangrijkste overwinningen
1999
- 8e etappe Ronde van de Toekomst

2005
- Bergklassement Ronde van het Baskenland

## Resultaten in voornaamste wedstrijden
| Jaar | Ronde van Italië | Ronde van Frankrijk | Ronde van Spanje |
| ---- | ---------------- | ------------------- | ---------------- |
| 1999 |                  |                     |                  |
| 2001 | 35e              |                     |                  |
| 2002 |                  | 84e                 |                  |
| 2003 |                  | 73e                 | 46e              |
| 2004 |                  |                     | 50e              |
| 2005 |                  |                     | 70e              |

| Jaar | Milaan-San Remo | Luik-Bast.‑Luik |
| ---- | --------------- | --------------- |
| 1999 | 97e             | 70e             |
| 2001 | 179e            |                 |
| 2002 | 121e            |                 |
| 2003 |                 |                 |
| 2004 |                 |                 |
| 2005 |                 |                 |